# Псалом 77

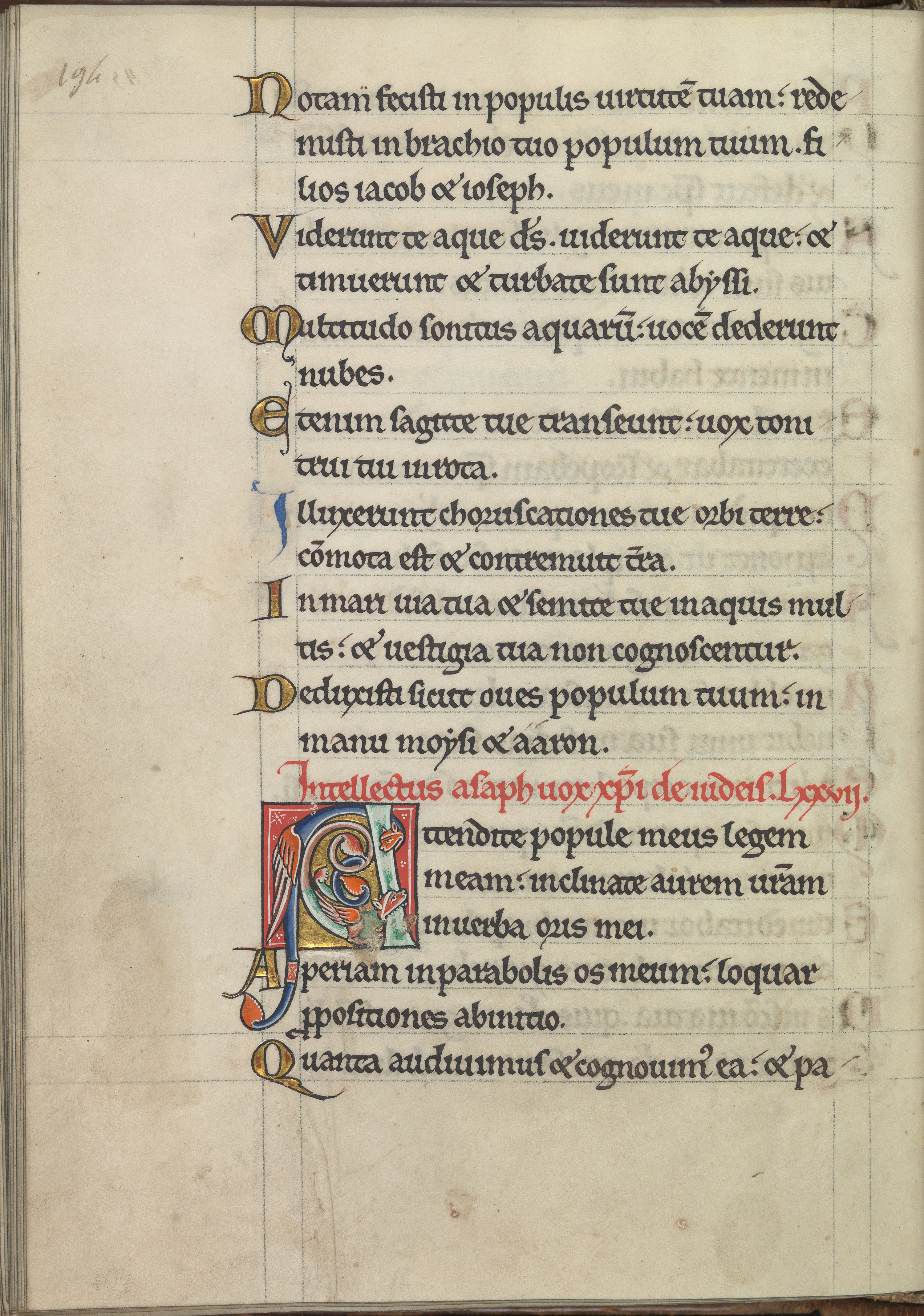
77-й псалом на листе из Псалтири Алиеоноры Аквитанской

Семьдеся́т седьмо́й псало́м — 77-й псалом из книги Псалтирь (78-й в масоретской нумерации). Известен по латинскому инципиту Attendite popule meus doctrinam meam, «Внемлите людiе мои закону моему». Это второй по длине псалом в Псалтири, в нём — 72 стиха (длиннее только 118-й псалом, в котором — 176 стихов).

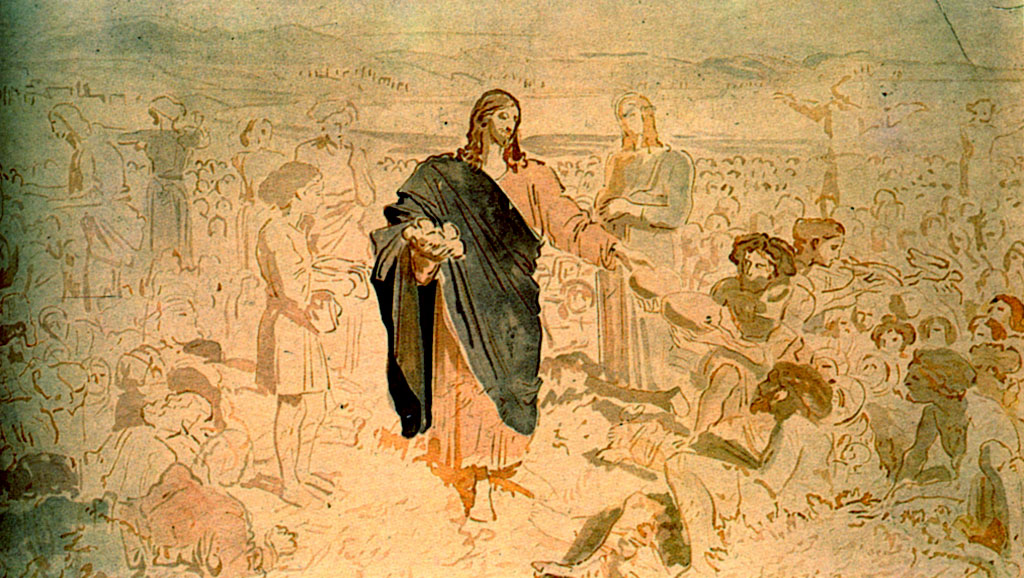

Этот псалом представляет собой исторический обзор. Псалмопевец доносит до грядущих поколений чудные дела Господа в истории Израиля. Он вспоминает переход евреев через Чермное море, блуждание, завоевание Ханаана и жизнь в земле обетованной. В целом псалом — это печальный пересказ свидетельств отступничества народа Израиля, перемежающийся с благодарными воспоминаниями об удивительной помощи Господа евреям. Это сравнение верности Божьей с неверностью и непокорностью Израиля.
Стих 77:2 процитирован в Новом Завете в Евангелии от Матфея Мф. 13:35 в отношении Иисуса Христа. В «Толковой Библии Лопухина» этот псалом отнесён к числу «мессианских» псалмов, хотя далеко не все христианские богословы следуют такой классификации.
Кроме того, стих Пс. 77:24 процитирован в Ин. 6:31.